# Атласон, Одни
О́дни Но́уа А́тласон (фар. Árni Nóa Atlason; род. 15 января 2006 года в Норагёте, Фарерские острова) — фарерский футболист, полузащитник клуба «Вуйчингур».

## Клубная карьера
Одни — воспитанник «Вуйчингура» из родной Норагёты. 6 марта 2022 года он дебютировал за вторую команду клуба в матче первого дивизиона против «ХБ II», отметившись забитым мячом. 17 августа полузащитник провёл первую игру в премьер-лиге, заменив Ари Ольсена на 83-й минуте встречи со «Скалой». Это был единственный матч Одни на высшем уровне в сезоне-2022. В следующем году он заключил профессиональный контракт и был официально переведён в первую команду «Вуйчингура».

## Международная карьера
Свой первый вызов в юношескую сборную Фарерских островов (до 17 лет) Одни получил в апреле 2022 года. 26 числа в матче со сверстниками из Эстонии состоялся его международный дебют. Суммарно в составе юношеской национальной команды он принял участие в 8 встречах.

## Личная жизнь
Отец Одни, Атли Грегерсен — известный футболист, выступающий за «Вуйчингур» с момента основания клуба. В своём дебютном матче в фарерской премьер-лиге сын играл, находясь на поле вместе со своим отцом.